# Martin Baltimore
Martin 187 Baltimore là một loại máy bay ném bom hai động cơ do công ty Glenn L. Martin Company của Hoa Kỳ chế tạo, nó được chế tạo theo đơn đặt hàng của Pháp vào tháng 5/1940 theo sau loại Martin Maryland cũng đang trang bị cho không quân Pháp. Với sự sụp đổ của Pháp, việc sản xuất hàng loạt đã chuyển hướng sang Anh. Việc phát triển Baltimore bị cản trở bởi một loạt các vấn đề, mặc dù cuối cùng nó cũng trở thành một mẫu máy bay chiến đấu đa năng. Được sản xuất với số lượng lớn, Baltimore không được quân đội Hoa Kỳ sử dụng, nhưng nó lại được trang bị rộng rãi trong không quân các nước Anh, Canada, Australia, Nam Phi, Hy Lạp và Italy.

## Biến thể

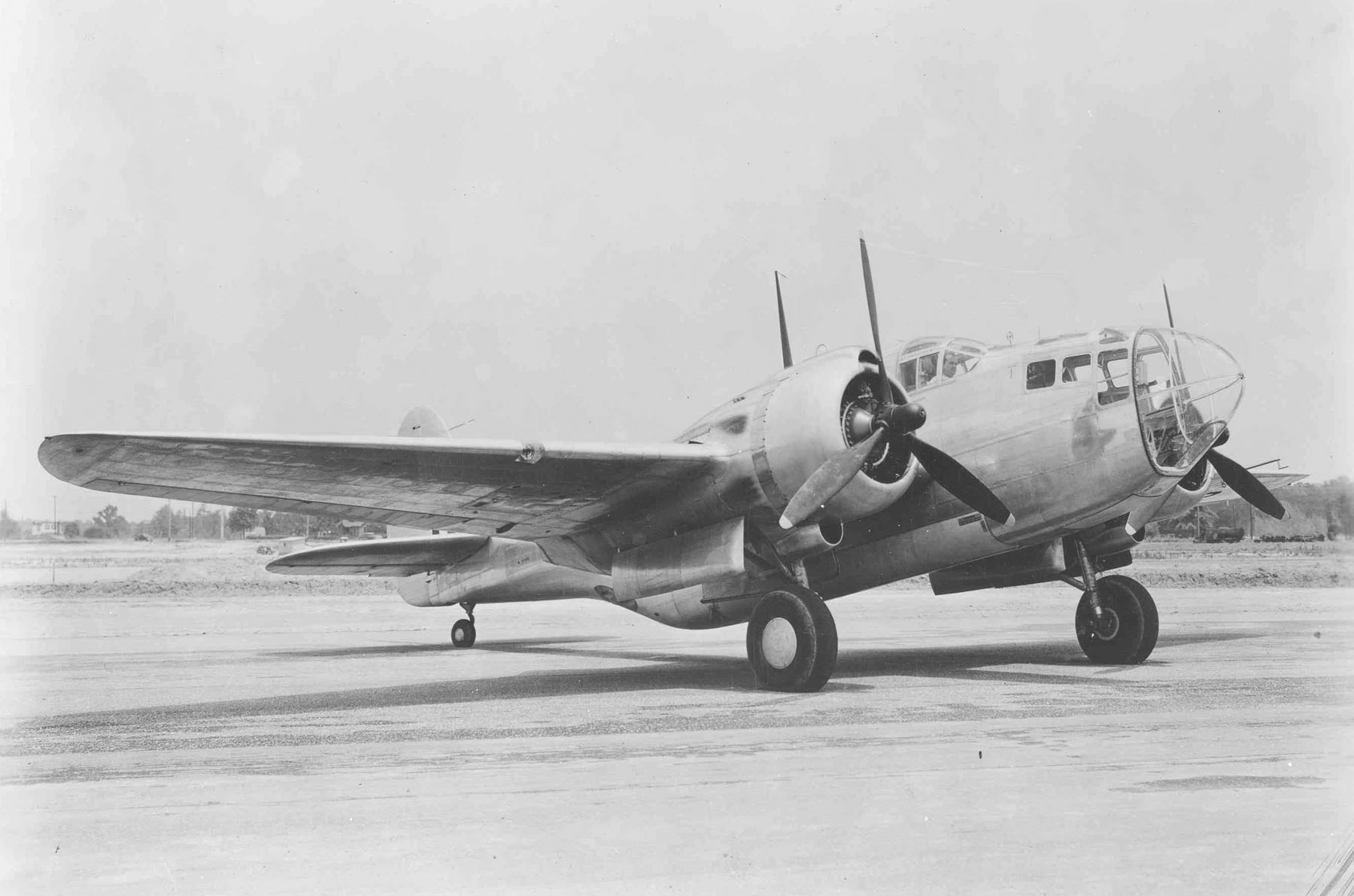
Martin Baltimore GR.I

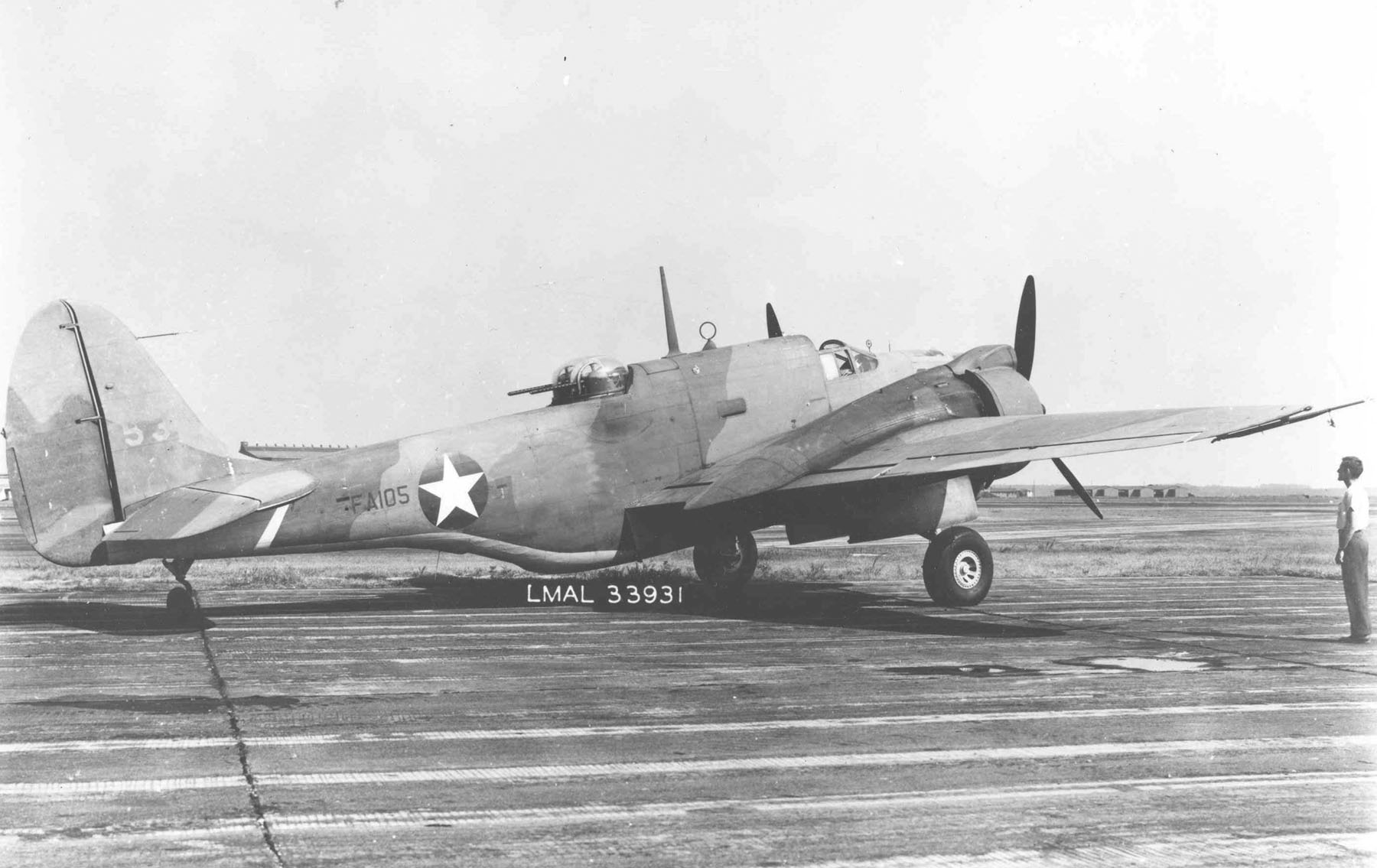
Biến thể Baltimore GR.IIIA cung cấp cho Anh theo chương trình Thuê-Vay.

Baltimore B. I
Baltimore B. II
Baltimore B. III
Baltimore B. IIIa (A-30-MA)
Baltimore B. IV (A-30A-MA)
Baltimore B. V (A-30A-MA)
Baltimore GR. VI (A-30C-MA)

## Quốc gia sử dụng
Úc
- Không quân Hoàng gia Australia

 Canada
- Không quân Hoàng gia Canada[2]

 Free France
- Không quân Pháp tự do

 Greece
- Không quân Hoàng gia Hy Lạp

 Italy
 South Africa
- Không quân Nam Phi

 Thổ Nhĩ Kỳ
- Không quân Thổ Nhĩ Kỳ

 Anh Quốc
- Không quân Hoàng gia
- Không quân Hải quân Hoàng gia[3]

## Tính năng kỹ chiến thuật (Baltimore GR.V)
Jane's Fighting Aircraft of World War II

### Đặc điểm riêng
- Tổ lái: 4
- Chiều dài: 48 ft 6 in (14,8 m)
- Sải cánh: 61 ft 4 in (18,7 m)
- Chiều cao: 14 ft 2 in (4,32 m)
- Diện tích cánh: 538,5 ft² (50 m²)
- Trọng lượng rỗng: 15.991 lb (7.253 kg)
- Trọng lượng có tải: 23.185 lb (10.900 kg)
- Động cơ: 2 × Wright GR-2600-A5B, 1.700 hp (1.268 kW) mỗi chiếc

### Hiệu suất bay
- Vận tốc cực đại: 305 mph (295 kn, 488 km/h)
- Vận tốc hành trình: 224 mph (360 km/h)
- Tầm bay: 980 dặm (1.577 km)
- Lực nâng của cánh: 46,2 lb/ft² (226 kg/m²)
- Lực đẩy/trọng lượng: 0,14 hp/lb (220 W/kg)

### Vũ khí
- 14 súng máy M1919 Browning 0.303 in (7,7 mm)
- 2.000 lb (910 kg) bom